# Custódio de Almeida Magalhães
Comendador Custódio de Almeida Magalhães (São João del-Rei, 28 de agosto de 1827 — São João del-Rei, 4 de junho de 1891.
Foi fundador do Banco Almeida Magalhães em 1860 e um dos principais acionistas da Estrada de Ferro Oeste de Minas, bem como de uma fábrica de tecidos em São João del-Rei. A 3 de fevereiro de 1855 casou-se com Maria Carlota Batista Machado, filha do Comendador Carlos Batista Machado e Maria Tereza Batista Machado. Em segundas núpcias, casou-se no dia 30 de julho de 1857 com a cunhada Ambrosina Batista Machado.